# 森田正光
森田 正光（もりた まさみつ、1950年4月3日 - ）は、愛知県名古屋市出身の気象予報士。株式会社ウェザーマップの創業者であり会長。会長は名誉職であり、現在は取締役を退いている
。

## 人物
一家は祖父、父親とも板金工という職人一家。男3人、女1人の兄妹の次男である。娘は木口一秒のペンネームで広告漫画等を描く漫画家。
TBSを中心に活動する気象予報士であるが、「天気をわかりやすく伝えるプロのお天気キャスター」を自負しており、肩書きは「お天気キャスター」を使用している。
親しみやすいキャラクターと個性的な気象解説で人気を集め、ニュースやバラエティ番組、ラジオ出演のほか、全国各地で異常気象などに関する講演活動、トークショーなども行っている。
所属は株式会社ウェザーマップ。血液型はAB型。趣味は読書、映画鑑賞、ゲーム、将棋で、将棋はアマ四段の腕前。2022年、第34回将棋ペンクラブ大賞の選考委員をつとめた。

## 経歴
愛知県立犬山高等学校卒業。高校の先生の勧めで、日本気象協会東海本部に入る。その後1974年に東京本部に移り、1992年にフリーのお天気キャスターとなる。
「天気予報の森田」でメディアにプロとして露出していたにもかかわらず、1993年に新設された気象予報士の第1回試験（1994年8月）には不合格となっている（1995年2月の第2回試験で合格）。
1992年に気象会社有限会社ウェザーマップ（1995年に株式会社に組織変更）を設立。代表取締役。
2005年に日本生態系協会理事に就任し、2010年からは生物多様性に関する広報組織「地球いきもの応援団」のメンバーとして活動。2013年には「生物多様性リーダー」に任命された。
2017年7月に森朗がウェザーマップ代表取締役社長に就任。それに伴い、会長に就任した。

## 発明・造語
洗濯指数
天気予報を元に、その日洗濯物が乾くか乾かないかを数値化したもの（100が最大値、100に近くなるほど乾きやすい）。ただし、言葉自体は『おはようパーソナリティ中村鋭一です』（ABCラジオ・1971年4月 - 1977年3月）にて中村鋭一が使用している。
ハンマー投げ効果
台風の回転による遠心力で、中心から遠く離れた場所でも、南海上からの暖湿気流が山地にぶつかって大雨が降ることを、ハンマー投げにたとえたもの。
裕次郎雨
俳優・歌手の石原裕次郎の命日である7月17日に雨天が多いことから、「裕次郎雨」を季語とすることを提唱。
毎年その時期には『話題のアンテナ 日本全国8時です』にて「裕次郎雨」を題材にした川柳を募集、放送している。
野村克也とエルニーニョ
野村が南海ホークス時代にホームラン王となった1957年、三冠王となった1965年、そして南海ホークスがリーグ優勝した1973年にそれぞれエルニーニョ現象が起きていることを引き合いに、エルニーニョ現象が起きる時は野村に必ず良いことがあると主張。
野村が当時監督を務めていた東京ヤクルトスワローズがリーグ連覇を果たした1993年10月15日放送の「筑紫哲也 NEWS23」に中継出演した野村は、前年（1992年）のキャンプ時に新聞記者からそのことを知ったと話している。
なお、4年後の1997年にもエルニーニョ現象が発生しているが、やはりこの年もリーグ優勝、そして日本一に輝いている。

## 気象庁・気象予報士 VS 森田さん
『日本全国8時です』や『えなりかずき!そらナビ』で、気象庁や他局出演・他事務所所属の気象予報士の行った天気予報・解説に対して、批判や意見を述べることがよくある。内容的には「気象予報士（天気予報）の自由化について」や「（専門的に見て）間違っている部分」・「解説が不十分な」点について熱く語っている。
また、『日本全国8時です』で森田が担当の水曜日では、ほかの曜日と比べて森本毅郎から何らかの突っ込みが入り、聴取者の笑いを誘うことが非常に多い。2008年では聴取者のメール投稿により突っ込みが入ることがある。

## エピソード
- 9歳の時に、実家を伊勢湾台風が直撃。停電し、兄が漕ぐ自転車のヘッドランプで明かりをとった。その光景が強烈な記憶になっており、これが気象予報士になる遠因の一つになったともいう[8]。
- 小学5年生・小学6年生の時に大きなプラネタリウムに憧れ、名古屋市科学館に毎週のように通う。これが気象予報士になるきっかけともなった[8]。
- 2017年8月に亡くなったNHK気象キャスターの倉嶋厚を唯一の師とあおぐ[9]。
- ラジオ番組のお天気コーナーで無音放送を3回犯してしまい、出入り禁止とされている[5]。
  - 1回目：放送前にカフ（音声スイッチ）をオンにしなかったため、音声が届かず。（本人曰く「マイクのスイッチは常に入っていると思ってたが、スイッチ入れるなんて教えてもらってないし!」）
  - 2回目：放送局のブースには入っていたが、間違えて別の局のブースに入ってしまった。（本人曰く「ブースが似てるのが悪いでしょ!」）
  - 3回目：当時所属していた気象協会で当日、台風による影響で電話対応に追われ、気が付いたら放送が終わっていた。
- 日本気象協会東京本部に勤めていたある日、天気予報が外れ、東京のラジオ番組でその理由を説明して謝罪すると、池田彌三郎による「丁寧な天気予報だ」と褒めるコメントが新聞に掲載。天気予報をわかりやすく伝えていこうというきっかけとなった[3]。
- 酒好きで深酒することが多いため、失敗談も多い。帰りの電車で寝込んでしまい降車駅を乗り過ごしたことは数知れず。1995年には酒の影響で『森本毅郎・スタンバイ!』の生放送を寝過ごしてしまったことがあり、以後水曜日のレギュラー出演に備えて「火曜日の夜は絶対飲まないようにしている」という[3]。
- 『日本全国8時です』の森本のほか、『えなりかずき!そらナビ』のえなりかずき、『Nスタ』の堀尾正明など、MCからいじられる役回りが増えている[10]。
- 2010年1月29日、『えなりかずき!そらナビ!』の生放送終了後、名古屋から東京に戻る際乗車していた東海道新幹線が、横浜市内で起きた架線火災事故による停電の影響で三河安城駅付近で足止めになり、『イブニングワイド』の生放送本番に間に合わない事態が発生した（森田は新幹線車内で電話にて出演）。なお、その夜放送の『NEWS23』には予定通り出演した。
- 2024年4月22日、肺腺がんの疑いで手術を受ける[11]。

## テレビ・ラジオ番組
放送局の表記がないものはTBSテレビの番組。

### 現在
- Nスタ（月～金曜日 → 月・火曜日 → 金曜日 [注 2]、2010年3月29日 - ）
- NEWS23（気象解説で不定期出演）
- 天気部屋〜予報士さん、教えて!〜（JFN系列）[12]

### 過去

#### 報道・情報番組のキャスター
レギュラーまたは準レギュラーとしての出演のみ。天気予報コーナーのあるバラエティ番組を含む。
- 夕やけロンちゃん（1978年10月2日 - 1982年3月26日） - 天気予報のコーナーに「お天気モンちゃん」の名前で出演。
- アップルシティ500（1982年10月4日 - 1983年5月6日）
- JNNニュースコープ（1987年10月5日 - 1990年3月30日）
- テレポート6（上記と同期間）
- JNNニュースの森（平日版、1990年4月2日 - 2005年3月25日）
- スペースJ（1994年10月 - 1995年3月）[注 3]
- ウォッチ!（2004年3月29日 - 2005年3月25日）
- JNNニュース1130（1992年4月6日 - 1997年9月26日）
- お天気ネットワーク
- 関東地方あしたのお天気
- イブニング・ファイブ（2005年3月28日 - 2009年3月27日）
- 筑紫哲也 NEWS23（気象解説で不定期出演）
- サタデー生ワイド そらナビ（CBCテレビ、2005年4月9日 - 2009年3月28日） - 「スーパーバイザー」として出演
- えなりかずき!そらナビ（CBCテレビ、2009年4月3日 - 2010年9月24日） - 前身番組から引き続き「スーパーバイザー」として出演[注 4]
- イブニングワイド（2009年9月28日 - 2010年3月26日）
- NEWS23（2009年3月30日 - 2010年3月26日、ローカル枠のみ[注 5]）
- サンデーミュージックリゾート はれときどき森田正光（TBSラジオ、1993年4月 - 1994年3月）
- 森本毅郎・スタンバイ! 内「話題のアンテナ 日本全国8時です」(TBSラジオ、1996年4月3日 - 2020年3月25日)
- 森田の新春天気→森田さんのニッポンの初日の出シリーズ（2003年から2021年まで毎年1月1日に生放送）
  - ニューイヤー駅伝（上記番組に続いて放送される中継で開催地・前橋地方の気象解説を担当）

#### ゲスト出演
- ザ・ベストテン（1984年2月23日、TBS）
  - わらべによる同日第1位『もしも明日が』歌唱シーンにて数秒ほど登場。日本気象協会名義。
- こんばんは気象情報です。〜お天気キャスター最前線〜（1994年8月8日、NHK札幌）
  - NHK気象情報担当の高田斉と共に出演した。
- ニュースひろしまの森（中国放送）
  - 17時台に東京から生中継で出演。TBSが技術協力・裏送り。
- タモリ倶楽部（2004年5月7日・5月14日「春爛漫 呑む気満々 気象予報士空見会 前後編」テレビ朝日）
- 課外授業ようこそ先輩「自然を感じれば天気が見える」（2009年10月11日、NHK）
- NHK番組たまご
  - 「お天気バラエティー 気象転結 〜雷編〜」（NHK総合、2010年8月19日） - ゲスト
  - 「お天気バラエティー 気象転結 〜冬将軍編〜」（NHK総合、2010年12月22日）- ゲスト
- あさイチ（NHK総合、2010年9月7日） - 解説ゲスト
- お天気バラエティー・気象転結（NHK総合、2011年7月22日）- ゲスト
- 大沢悠里のゆうゆうワイド[注 6]（TBSラジオ、2011年11月16日） - ゲスト
- はなまるマーケット（TBSテレビ、2013年9月2日） - 「とくまる」に森朗、木原実と共にゲスト出演した。
- SOLiVE24「Weather News LiVE」（ウェザーニュース、2014年8月4日） - ライバル会社であるウェザーニューズに出演。MCを務めるバシ・ゲストの森田清輝（当時WNI取締役）と共演した。
- ダウンタウンDX（読売テレビ、2015年6月18日）- ゲスト
- 開運!なんでも鑑定団（テレビ東京、鑑定依頼人として出演）
  - 2015年12月（1回目）
  - 2024年8月6日（2回目）
- 教えて!お天気キャスター 地球温暖化でどうなる異常気象 （NHK総合、2015年12月29日） - NHK・ニュースウオッチ9気象情報担当の井田寛子と日本テレビ・news every.天気担当の木原実及び日テレお天気キャラクター「そらジロー」と共に出演。
- こんなところにあるあるが。土曜♥あるある晩餐会（テレビ朝日、2回出演）
  - 1回目（2017年5月20日） - テレビ朝日・「グッド!モーニング」「サタデーステーション」天気担当の依田司と同局「羽鳥慎一モーニングショー」月曜レギュラーで気象予報士の資格を持つ石原良純、TBS・「あさチャン!」天気担当の井田寛子らと出演。
  - 2回目（2017年9月16日・最終回） - CBCテレビ・「ゴゴスマ」アシスタントキャスターで気象予報士の資格を持つ根本美緒らと出演。
- しくじり先生 俺みたいになるな!!（テレビ朝日、2017年6月18日放送） - 先生
- テンション上がる会～地球のことで熱くなれ!～「11月のレア気象現象」（テレビ朝日、2017年11月19日）
- 水トク!「1番だけが知っている・アメリカが最も尊敬する日本人 藤田哲也」（TBSテレビ・2017年11月22日）
- 出没!アド街ック天国「愛知 犬山」（テレビ東京・2018年2月24日） - ゲスト
- くりぃむクイズ ミラクル9（テレビ朝日、2018年6月13日・2019年1月23日）- 解答者
- ニノさん（日本テレビ、2018年12月16日・12月23日）
- サワコの朝（MBS・TBS、2020年10月31日） - 森朗と共にゲスト出演。
- 生島ヒロシのおはよう一直線「カチタス presents おうちつなGO!」（TBSラジオ・2024年1月(29日を除く)の月曜）
- ぽかぽか（フジテレビ、2024年11月29日） - 矢澤剛と共にゲスト出演。

#### ドラマ
- ケイゾク（第1話)
- 君が教えてくれたこと（2000年） - 森田正光予報士 役
- おべんきょう（TBS）
- おかみ三代女の戦い（TBS）
- ケータイ刑事 銭形雷（第12話・第13話 本人役　BS-i）
- ケータイ刑事 銭形海（舞台公演、本人役、BS-i）
- マノスパイ
- 表参道高校合唱部!（第1話）

## CM
- P&Gホールド
- 日立エアコン・白くまくん（日立製作所）
- イソジンうがい液シリーズ（明治製菓）
- サーモス・スポーツボトル（2014年5月 - 、サーモス）[13]
- ロッテ「のど飴」（2016年）[14]

## 映画
- アイス・エイジ2（2006年4月22日公開、20世紀フォックス映画）
- 0093 女王陛下の草刈正雄（2007年10月13日公開、エム・エフボックス、BS-i）

## 舞台
自身が主宰する気象予報士劇団「お天気や」の旗揚げ公演『あしたはあした』（シアターVアカサカ 、2005年11月5日・11月6日）

## 著書
- 森田さんのクイズ青天のへきれき（1989年、人間と歴史社、ISBN 978-4890070572）
- 天気予報の秘密、全部教えます。実はこんなに面白い テレビじゃここまで言えないとっておき（1990年、経済界、ISBN 978-4766701784）
- お天気キャスター森田さんのおもしろ天気予報（1992年、ポプラ社、ISBN 978-4591041093／「私の生き方文庫」版：2004年、ISBN 978-4591081198）
- UFOは気象現象である 森田正光のお天気教室（1995年、マガジンハウス、ISBN 978-4838706334）
- 10年天気図 明日の天気がひと目でわかる!（1996年、小学館、ISBN 978-4093872065）
- 仕事―発見シリーズ お天気キャスター（1997年、実業之日本社、ISBN 978-4408416076）
- お天気キャスター森田さんの天気予報がおもしろくなる108の話（1997年、PHP研究所、ISBN 978-4569556079）
- 雨風博士の遠めがね お天気不思議ものがたり（1997年、新潮社、ISBN 978-4104185016）
- お天気キャスター森田正光の知っておきたいいまどきお天気事情―異常気象は「異常」じゃない!?（2005年、文芸社、ISBN 978-4286006697）
- 天気の不思議 天気のいろいろな「ナゼ」がわかる（2006年、誠文堂新光社、ISBN 978-4416206034）
- 森田正光のぼくもわたしも気象予報士（学習研究社）
  1. 気温、風向、風力を調べよう（2006年、ISBN 978-4052024238）
  2. 雨、雪、天気の変化を知る（2006年、ISBN 978-4052024245）
  3. 日本の天気の特徴をつかもう（2006年、ISBN 978-4052024252）
  4. 気象予報士になろう（2006年、ISBN 978-4052024269）
  5. 気象災害、異常気象について学ぼう（2006年、ISBN 978-4052024276）
- 理不尽な気象（2007年、講談社、ISBN 978-4062724654）
- 森田さんのなぞりがき天気図練習帳（2008年、講談社、ISBN 978-4062142953）
- 森田さんのなぞりがき 天気図で推理する［昭和・平成］の事件簿（2008年、講談社、ISBN 978-4062149136）
- 雲の不思議がわかる本 種類や形で天気がわかる!（2009年、誠文堂新光社、ISBN 978-4416209233）
- 大手町は、なぜ金曜に雨が降るのか（2009年、梧桐書院、ISBN 978-4340110001）
- ゼロから理解する気象と天気のしくみ（2012年、誠文堂新光社、ISBN 978-4-416-21292-9）
- 空と天気のふしぎ109（2013年、偕成社、ISBN 978-4-03-527980-8）

共著
- なる本 気象予報士（大野治夫との共著、1998年、週刊住宅新聞社、ISBN 978-4784886494／改訂版：2001年、ISBN 978-4784803392／改訂第3版：2002年、ISBN 978-4784803514／改訂第4版：2003年、ISBN 978-4784803620／改訂第5版：2008年、ISBN 978-4784803934）
- お金が空から降ってくる（荻原博子との共著、2000年、小学館、ISBN 978-4093100649）
- 森田正光、森さやか『竜巻のふしぎ ─地上最強の気象現象を探る Wonders of Tornadoes』共立出版、2014年8月25日。ISBN 978-4-320-04727-3。 NCID BB16416279。
- 森田正光、森さやか、川上智裕『天気のしくみ 雲のでき方からオーロラの正体まで』共立出版、2017年8月。ISBN 978-4-320-04731-0。

監修
- 学研まんが 新・ひみつシリーズ 天気のひみつ（監修、2005年、学習研究社、ISBN 978-4052021312）
- 満点ゲットシリーズ こちら葛飾区亀有公園前派出所 両さんの気象大達人（監修、2006年、集英社、ISBN 978-4083140327）
- 観察と実験でもっとわかる!! 天気のしくみQ&A（監修、2007年、学習研究社、ISBN 978-4052028380）
- 検定クイズ100 天気・気象（監修、2009年、ポプラ社、ISBN 978-4591111413）
- WEATHER GIRLS 気象・天気（監修、2010年、PHP研究所、ISBN 978-4569790565）
- 天気の名前 ビジュアル気象歳時記（監修、2013年、世界文化社、ISBN 978-4-41-813218-8）
- 森田正光（監修）『雲・天気』学研教育出版〈学研の図鑑 新ポケット版 21〉、2015年9月1日。ISBN 978-4-05-204248-5。
- 森田正光（監修）『自由研究ができる！お天気予報セット』ポプラ社、2016年6月。ISBN 978-4-591-15032-0。
- 森田正光（監修）『散歩が楽しくなる空の手帳』東京書籍、2020年3月30日。ISBN 978-4-487-81334-6。
- 森田正光（監修）『散歩が楽しくなる空の手帳ワイド版』東京書籍、2021年2月。ISBN 978-4-487-81457-2。
- 森朗（監修）、森田正光（監修）、ウェザーマップ『気候危機がサクッとわかる本』東京書籍、2022年4月24日。ISBN 978-4-487-81572-2。 NCID BC14192451。